# Arcade zygomatique
Pour les articles homonymes, voir Arcade.
L’arcade zygomatique (en latin arcus zygomaticus), est une barre osseuse latérale des crânes des  mammifères qui résulte de la réunion en avant du processus temporal de l'os zygomatique qui se dirige en arrière en dehors et légèrement en bas, et en arrière du processus zygomatique de l'os temporal qui se dirige en avant, un peu en dehors et en haut.
Ce pont osseux qui joint la tempe à la face laisse passer en dedans le muscle temporal et donne insertion sur son bord inférieur au muscle masséter. Le muscle petit zygomatique s'insère sur l'os zygomatique en dedans du muscle grand zygomatique

## Histoire évolutive
L'apparition de la fenêtre temporale des Synapsides, ou celle de la fenêtre temporale inférieure des Diapsides est à l'origine du développement de cette barre osseuse. L'os jugal et squamosal dessinent le contour inférieur de cette fenêtre et forment l'arcade zygomatique.

## Esthétique
L'os zygomatique s'appuie fortement sur les os avoisinants par quatre arc-boutants (frontal, maxillaire, sous-orbitaire et arcade zygomatique). Son relief, appelé éminence malaire, forme la pommette qui joue un rôle important dans l'esthétique faciale. La pommette haute et saillante qui suit une courbe douce du nez jusqu'à l'arcade zygomatique, répond à l'idéal fantasmatique du triangle esthétique du visage (en).

## Galerie

Dessin latéral d'un crâne humain montrant l'arcade zygomatique (arcus zygomaticus).
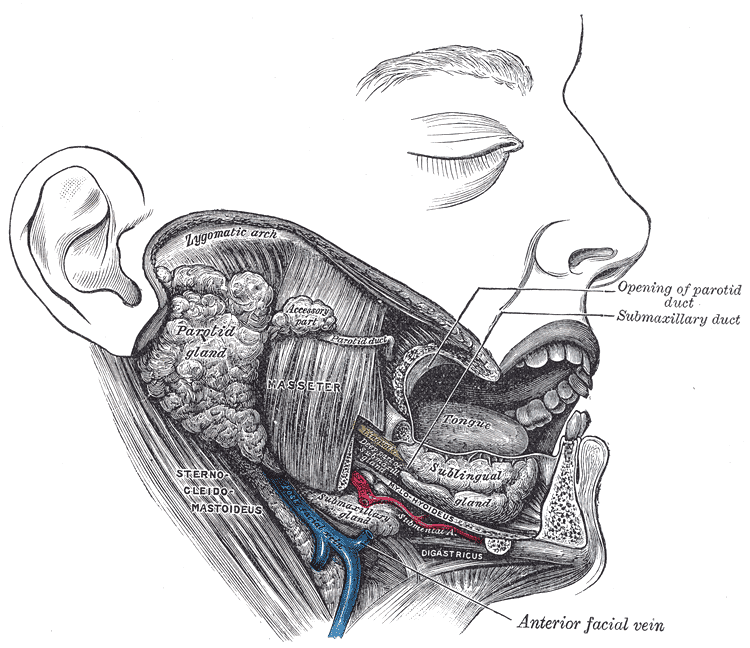
Schéma anatomie montrant l'arcade zygomatique.